# Wapen van Poppingawier

Wapen van Poppingawier

Het wapen van Poppingawier is het dorpswapen van het Nederlandse dorp Poppingawier, in de Friese gemeente Súdwest-Fryslân. Het wapen werd in 1986 geregistreerd.

## Beschrijving
De blazoenering van het wapen in het Fries luidt als volgt:
Yn read twa roazen en yn 'e foet fan it skyld in leelje, alles fan goud.
De Nederlandse vertaling luidt als volgt: 
In rood twee rozen en in de voet van het schild een lelie, alles van goud.
De heraldische kleuren zijn: keel (rood) en goud (goud).

## Symboliek
- Rozen: ontleend aan het wapen van het geslacht Albada dat bij het dorp een stins bewoonde. Tevens bestaat er nog een Albadaleen.[2]
- Fleur de lis: eveneens afkomstig van het wapen van de familie Albada.[2]
- Kleurstelling: komt zowel overeen met het wapen van de Albada's als met het wapen van Rauwerderhem, de gemeente waar het dorp eertijds tot behoorde.[2]

Het wapen van Rauwerderhem.

## Zie ook

Vlag van Poppingawier